# 25ª Divisione operazioni speciali
La 25ª Divisione operazioni speciali, comunemente nota con il nome precedente di Forze Tigre o Qawat Al-Nimr (in arabo فوات النمر‎?), è stata una unità di forze speciali dell'Esercito arabo siriano utilizzate nel corso della guerra civile siriana con funzioni soprattutto offensive.
È considerato come un reparto "pronto per ogni offensiva governativa", ma il numero esiguo degli effettivi ne rende difficile il dispiegamento su più fronti allo stesso tempo.
Dopo i successi delle operazioni a Latakia e Hama, il colonnello Suheil Al Hassan verso la fine del 2013 fu incaricato di un progetto speciale dal comando dell'esercito arabo siriano di creare e guidare una unità di forze speciali che avrebbero svolto principalmente il ruolo di unità d'attacco. Il colonnello Hassan scelse personalmente buona parte dei soldati che avrebbero costituito poi le Forze Tigre. Il 25 dicembre 2015, Suheil Al Hassan fu promosso Generale di divisione dopo aver rifiutato il grado di Generale di brigata l'anno precedente.
Le Forze Tigre hanno alle dipendenze una speciale brigata denominata "Forze Ghepardo". Sottounità della brigata Cheetah Forces includono Team 3 e Team 6. I soldati della Team 6 furono i primi a porre fine dopo 35 mesi all'assedio dell'aeroporto militare di Kuwayris, mentre Team 3 insieme ai Suqur al-Sahara completò l'accerchiamento della parte orientale di Aleppo nel 2016.
Nel 2019 le unità speciali sono state riorganizzate nella 25ª Divisione operazioni speciali.
All'inizio di dicembre 2024, la 25ª Divisione ha messo in sicurezza e fortificato le linee difensive in diversi villaggi e città a nord della città di Hama, compresi i villaggi precedentemente occupati dai ribelli il 30 novembre. il 5 dicembre le forze d'opposizione siriane sono entrate nella città, occupando il quartier generale della divisione.
Con la sconfitta dell'esercito nel dicembre 2024 e l'ascesa del comandante dei ribelli, Ahmad al-Shara', a capo del nuovo governo transizionale, l'esercito è stato ufficialmente sciolto il 29 gennaio 2025 e con esso la 25ª Divisione.

## Ordine di battaglia
- 26ª Brigata fanteria[12]
- 1º Reggimento forze speciali aviotrasportato[13]
- 3º Reggimento forze speciali aviotrasportato
- 4º Reggimento forze speciali aviotrasportato
- 5º Reggimento forze speciali aviotrasportato
- 6º Reggimento forze speciali aviotrasportato
- 7º Reggimento forze speciali aviotrasportato
- 75º Reggimento corazzato
- 78º Reggimento corazzato
- Reggimento artiglieria